# Зейналов Едуард Джангірович
Едуа́рд Джангі́рович Зейна́лов (нар. 21 липня 1963 року, місто Олександрія, Кіровоградська область) — український політик, громадський діяч.
Колишній народний депутат України. Колишній член Європейської партії України. Голова громадської спілки «Громадська Варта» та голова наглядової ради ГО «Київська Міська Громадська Варта» (з 2012 року).

## Освіта
У 1985 році закінчив Одеське морехідне училище за фахом технік-експлуатаційник, а з 2002 до 2005 року навчався у Міжрегіональній академії управління персоналом («Економіка та підприємництво»).
Дипломатична академія України при Міністерстві закордонних справ (зовнішня політика і дипломатія)

## Кар'єра
Працював матросом-рятувальником Олександрійської рятувальної станції, оператором Кіровоградської перевальної нафтобази, начальником планово-розподільного відділу Кіровоградського обласного управління Держкомнафтопродукту УРСР, начальником відділу зовнішньоекономічних зв'язків управління «Кіровоградголовпостач», заступником голови, першим заступником голови правління товарно-сировинної компанії «Кіровоградголовпостач». 1996–2004 роки — генеральний директор ВАТ компанії «Інтерресурси», генеральний директор ЗАТ «РУР ГРУП С. А.», місто Кропивницький. З 4 лютого 2005 року по 3 травня 2006 року — голова Кіровоградської облдержадміністрації.
З 2006 по 2007 рік — Народний депутат України V скликання.
З 2007 по 2012 рік — Народний депутат України Vl скликання.
З 2012 року по теперішній час — голова Громадської Спілки "Громадська варта", голова Наглядової Ради Громадської організації "Київська міська Громадська варта".
Довірена особа кандидата на посаду Президента України Віктора Ющенка в Кіровоградській області в 100-му виборчий округ (місто Кропивницький).
Колишній голова Кіровоградська обласної організації НСНУ.

## Парламентська діяльність
Народний депутат України 5-го скликання з 25 травня 2006 до 8 червня 2007 від Блоку «Наша Україна», № 65 в списку. На час виборів: тимчасово не працював, член політичної партії Народний Союз «Наша Україна». Член фракції Блоку «Наша Україна» (з травня 2006). Заступник голови Комітету з питань економічної політики (з липня 2006).
Народний депутат України 6-го скликання з 25 грудня 2007 від Блоку «Наша Україна — Народна самооборона», № 76 в списку. На час виборів: тимчасово не працював, член політичної партії Народний Союз «Наша Україна». Член фракції Блоку «Наша Україна — Народна самооборона» (грудень 2007 — грудень 2011). Вийшов з фракції, оскільки вона «вступила в змову з провладною більшістю щодо ухвалення закону про вибори народних депутатів». Член Комітету з питань транспорту і зв'язку (з грудня 2007 року).

## Сім'я
Одружений. Має 2 синів.

## Нагороди та державні ранги
Державний службовець 1-го рангу (з  2006 року ).